# Onthophagus ophtalmicus
Onthophagus ophtalmicus é uma espécie de inseto do género Onthophagus, família Scarabaeidae, ordem Coleoptera.
Foi descrita cientificamente por Frey em 1958.